# Charita Česká Kamenice
Charita Česká Kamenice (dříve Oblastní charita Česká Kamenice) je nezisková humanitární organizace se sídlem v České Kamenici, církevní právnická osoba, součást římskokatolické církve. Byla založena 2008 litoměřickým biskupem. Je součástí Charity Česká republika a přímo řízena Diecézní charitou v Litoměřicích.

## Zaměření
Charitní služba je poskytována lidem v ohrožení nebo nouzi bez ohledu na jejich věk, pohlaví, politické smýšlení, rodinné uspořádání, zdravotní stav, sexuální orientaci, sociální a ekonomickou situaci a postavení, jejich příslušnost k etnické nebo národnostní menšině, víře, náboženství a kultuře. Charitní služba v zahraniční je vykonávána s respektem vůči domácím kulturám a náboženským vyznáním.

## Služby
Charita Česká Kamenice poskytuje několik sociálních služeb, které jsou určeny pro různé cílové skupiny:
| 1. | Domov se zvláštním režimem   | osoby s chronickým onemocněním, osoby ohrožené závislostí nebo závislé na návykových látkách                 |  |
| 2. | Nízkoprahové denní centrum   | osoby bez přístřeší                                                                                          |  |
| 3. | Chráněné bydlení             | osoby s jiným zdravotním postižením, osoby s chronickým onemocněním, osoby s chronickým duševním onemocněním |  |
| 4. | Podpora samostatného bydlení | osoby s jiným zdravotním postižením, osoby s chronickým onemocněním, osoby s chronickým duševním onemocněním |  |
| 5. | Sociálně terapeutické dílny  | osoby s jiným zdravotním postižením, osoby s chronickým onemocněním, osoby s chronickým duševním onemocněním |  |
|    |                              | |  |